# Kónya Zsófia
Kónya Zsófia (Szeged, 1995. február 6. –) magyar olimpiai bronzérmes rövidpályás gyorskorcsolyázó.

## Élete

### Személyes
16 éves koráig élt a szülővárosában. 7 évesen ismerkedett meg a korcsolyázással. A Szegedi Korcsolyázó Egyesület tagjaként versenyzett 9 éven keresztül Szabó Krisztián edző kezei alatt. Karrierje elején görkorcsolyázott is, valamint a klasszikus, hosszúpályás gyorskorcsolyázásba is belekóstolt. Később a short track mellett tette le voksát a sportág magyarországi infrastruktúrája, valamint az olimpiai szereplés lehetősége miatt.
2011-ben, 16 évesen Budapestre költözött, egyúttal egyesületet is váltott. A Sportország SC-be igazolt, ahol Bánhidi Ákos volt a vezetőedzője. Ekkorra már a felnőtt válogatott tagjaként készült a különböző nemzetközi megmérettetésekre. A magyar válogatottban Lina Zhang és Telegdi Attila is segíti a felkészülését.
Jelenleg a Szegedi Korcsolyázó Egyesület sportolója, ahol Szabó Krisztián vezetőedző irányítja a szakmai munkát.

### Sportkarrierje
Hat alkalommal nyert korosztályos junior országos bajnokságot. Junior Európa Kupán összetettben kétszer szerzett aranyérmet, míg kétszer a dobogó második fokán végzett.
Felnőtt országos bajnokságon először 2009-ben állt dobogóra. Ekkor harmadikként ért célba 1500, valamint 3000 m-en. A 2011-es ob-n már összetettben is felállhatott a dobogó legalsó fokára.
Junior Világbajnokságokon eddigi legjobb eredménye a 2012-ben Melbourne-ben elért 8. hely 500 m-en, valamint ugyanez a pozíció a 2013-as varsói megmérettetésben 1500 m-en. Összetettben Varsóban a 11. helyen végzett.
A 2011/12-es szezon óta folyamatosan szerepel világkupákon. Eddigi legjobb helyezését 2012-ben 1000 m-en szerezte Nagoyában, ahol a 15. pozíciót érte el.
2013-ban a malmői Európa-bajnokságon egyéniben és váltóban is részt vett, s ahol a váltó a 4. helyet szerezte meg. Ugyanebben a szezonban a debreceni rendezésű világbajnokságon is részt vett a magyar női váltó tagjaként, ahol a 8. helyezést érte el a válogatott.
A 2013-as Trentinoban rendezett Téli Universiade-n a magyar váltó tagjaként bronzérmet szerzett, míg 1000 m-en a 8. helyezést érte el.
A 2013-as kvalifikációs világkupákon 1500 m-en kvótát szerzett a 2014-es Szocsi Téli Olimpián való részvételre. Emellett a magyar váltót is hozzásegítette ahhoz, hogy a staféta részt vehessen a XXII. Téli Játékokon.
Eddigi legjelentősebb egyéni sikere a 2014-es drezdai Európa-bajnokságon elért 1500 m-es 3. helyezése. Ugyanezen a versenyen összetettben a 6. helyen zárt, míg váltóval szintén a bronzérmet szerezte meg.

### Szocsi 2014
Az olimpiai játékokra történő kvalifikáció is kalandosan sikerült Kónya számára. Egyéniben 1500 m-en remek eredményeket ért el a kvalifikációs versenyek során, azonban ez még nem jelentett garanciát a részvételre. A női váltót az első – torinói – kvalifikációs versenyen egy szabálytalan előzés miatt kizárták, viszont a második versenyen, Kolomnában megszerezték a 6. helyet, és ezzel a váltó is jogot szerzett az olimpiai részvételre, aminek következtében 5 magyar, női versenyző indulhatott Szocsiban.
Az előzetes elvárásoknak megfelelően Kónya indulása 1500 m-en illetve a váltó tagjaként volt várható, azonban a versenyző lázas betegen utazott ki az olimpiára. Betegségből hamar meggyógyult, a 19. születésnapját a helyszínen már egészségesen ünnepelte. A szakvezetés döntése értelmében azonban mégis ő maradt ki a selejtezők során a váltóból, ami komoly feszültséget szült a csapaton belül. Kónya is letörten nyilatkozott a kerethirdetést követően.
Az 1500 m-es egyéni versenyszámban szerephez jutott, azonban a selejtezős futamában átesett egy bóján, így futamában csak az ötödik, míg összetettben a 30. helyen végzett a 36 fős mezőnyben.
A váltóversenyek "B" döntőjére Kónya bekerült a csapatba, ami így ismét az Európa-bajnoki bronzérmes összetételben szerepelt. Azonban egy elcsúszás következtében a csapat a futam utolsó helyén végzett. A végén a lányok mégis örülhettek, mivel Kínát a döntőben kizárták, így a magyar váltó a rangsorban egy helyet előreléphetett, amellyel a 6., pontszerző helyen végzett.
Kónyának ráadásul kétszeres lehetett az öröm, mivel szülei a nézőtéren foglaltak helyet a pontszerzés pillanatában. Mindez egy interneten kezdődő adománygyűjtés keretében valósult meg, amely mellé végül több vállalat és magánszemélyek is álltak megteremtve az anyagi feltételeket a szülők kiutazásához.
Az olimpiát követő szezonban néhány világkupa versenyen indult, azonban 2015 januárjában hátsérülése miatt úgy döntött, hogy a rehabilitációt és a felkészülést szülővárosában, Szegeden folytatja. Több, mint 1 éven keresztül nem indult sem hazai, sem nemzetközi versenyeken.

### Visszatérés
2016 márciusában visszatért a válogatotthoz; csatlakozott a 2018-as pjongcsang-i téli olimpiára készülő kerethez. A nemzetközi elitbe történő visszatérése remekül sikerült: a calgary-i világkupán a női váltó tagjaként bronzérmet szerzett, míg egy héttel később Salt Lake Cityben 1000m-en élete legjobb eredményét érte el, ahol szintén bronzérmet akasztottak a nyakába.

### 2018 Phjongcshang
A 2018-as téli olimpián a 3000 méteres női váltó tagjaként negyedik helyet szerzett.

### 2022 Peking
A 2022-es téli olimpián a 2000 méteres vegyes váltó tagjaként bronzérmes lett.

## Legjobb időeredményei
| Táv    | Időeredmény | Dátum              | Helyszín             | Esemény          |
| ------ | ----------- | ------------------ | -------------------- | ---------------- |
| 222 m  | 25.958      | 2005. december 17. | Igló (Szlovákia)     | Slovak Open      |
| 333 m  | 38.205      | 2005. december 17. | Igló (Szlovákia)     | Slovak Open      |
| 500 m  | 44.348      | 2014. január 18.   | Drezda (Németország) | Európa-bajnokság |
| 1000 m | 1:30.007    | 2016. november 19. | Salt Lake City (USA) | Világkupa        |
| 1500 m | 2:23.563    | 2013. november 7.  | Tornió (Olaszország) | Világkupa        |
| 3000 m | 5:32.880    | 2011. december 30. | Budapest             | Magyar Bajnokság |

## Eredmények
| Rendezvény                                            | Helyezés       | Helyezés | Helyezés  | Helyezés  | Helyezés                   | Helyezés             |
| Rendezvény                                            | Összetett- ben | 500 m-en | 1000 m-en | 1500 m-en | 3000 m-es szuper- döntőben | 3000 m-es váltó- ban |
| ----------------------------------------------------- | -------------- | -------- | --------- | --------- | -------------------------- | -------------------- |
| Magyar Bajnokság, Budapest, 2008                      | 10.            | 9.       | 12.       | 11.       | –                          |                      |
| Magyar Bajnokság, Budapest, 2009                      | 4.             |          | 5.        | 4.        |                            |                      |
| Junior Világbajnokság, Taipei (TPE), 2010             | 34.            | 21.      | 33.       | 43.       | 7.                         |                      |
| Magyar Bajnokság, Budapest, 2011                      |                |          |           | 5.        | 4.                         |                      |
| Világkupa, Salt Lake City (USA), 2011                 |                |          | 25.       | 25.       |                            | 9.                   |
| Világkupa, Saguenay (CAN), 2011                       |                | 20.      | 26.       |           |                            |                      |
| Junior Világbajnokság, Courmayeur (ITA), 2011         | 19.            | 30.      | 16.       | 11.       | -                          | 6.                   |
| Világkupa, Moszkva (RUS), 2012                        |                |          | 23.       | 24.       |                            |                      |
| Magyar Bajnokság, Budapest, 2012                      | 4.             | 4.       | 4.        | 4.        |                            |                      |
| Junior Világbajnokság, Melbourne (AUS), 2012          | 33.            | 8.       | DQ        | DQ        | -                          |                      |
| Világkupa, Calgary (CAN), 2012                        |                |          | 27.       | 23.       |                            | 6.                   |
| Világkupa, Montréal (CAN), 2012                       |                | 28.      |           | 26.       |                            | 11.                  |
| Világkupa, Nagoya (JPN), 2012                         |                |          | 15.       | 28.       |                            | 8.                   |
| Világkupa, Sanghaj (CHI), 2012                        |                |          | 18.       | 22.       |                            | 6.                   |
| Európa-bajnokság, Malmő (SWE), 2013                   | 26.            | 33.      | 27.       | 14.       | -                          | 4.                   |
| Világbajnokság, Debrecen, 2013                        |                |          |           |           | -                          | 8.                   |
| Junior Világbajnokság, Varsó (POL), 2013              | 11.            | 13.      | 14.       | 8.        | -                          |                      |
| Világkupa, Sanghaj (CHI), 2013                        |                | 25.      |           | 23.       |                            | 10.                  |
| Világkupa, Szöul (KOR), 2013                          |                | 27.      |           | 28.       |                            | 7.                   |
| Világkupa, Torinó (ITA), 2013 – Olimpia kvalifikáció  |                | 30.      |           | 16.       |                            | DQ                   |
| Világkupa, Kolomna (RUS), 2013 – Olimpia kvalifikáció |                | 33.      | 47.       | 21.       |                            | 6.                   |
| Téli Universiade, Trentino (ITA), 2013                |                |          | 8.        | 19.       |                            |                      |
| Európa-bajnokság, Drezda (GER), 2014                  | 6.             | 12.      | 9.        |           | 7.                         |                      |
| Téli Olimpia, Szocsi (RUS), 2014                      |                |          |           | 30.       |                            | 6.                   |
| Junior Világbajnokság, Erzurum (TUE), 2014            | 17.            | 10.      | 19.       | 24.       |                            | 10.                  |
| Magyar Bajnokság, Budapest, 2014                      | 4.             | 4.       |           |           | 4.                         |                      |
| Világkupa, Salt Lake City (USA), 2014                 |                | 24.      | 20.       |           |                            |                      |
| Világkupa, Montreal (CAN), 2014                       |                | 13.      | 20.       |           |                            |                      |
| Magyar Bajnokság, Budapest, 2016                      |                |          |           |           |                            | 4.                   |
| Világkupa, Calgary (CAN), 2016                        |                | 27.      | DQ        |           |                            |                      |
| Világkupa, Salt Lake City (USA), 2016                 |                |          |           | 17.       |                            | 7.                   |
|                                                       |                |          |           |           |                            |                      |

## További információ
- Kónya Zsófia profilja az Olympedia oldalán (angolul)
- Adatai a shorttrackonline.info-n
- Adatai az ISU honlapján
- Interjú Kónya Zsófiával, Liu Shaolin Sándorral és Darázs Istvánnal
- Interjú Kónya Zsófiával és Murányi Andrással a Digi Sport Reggeli Start c. műsorában Archiválva 2014. február 2-i dátummal a Wayback Machine-ben